# Soap Opera Digest Award per il miglior attore in una soap opera

## Miglior attore in una soap opera per il Daytime
- 1984
  - Peter Reckell (Bo Brady) – Il tempo della nostra vita (Days of Our Lives)

- 1985
  - Peter Reckell (Bo Brady) – Il tempo della nostra vita

- 1986
  - John Aniston (Victor Kiriakis) – Il tempo della nostra vita
  - Eric Braeden (Victor Newman) – Febbre d'amore (The Young and the Restless)
  - Larry Bryggman (John Dixon) – Così gira il mondo (As the World Turns)
  - Lane Davies (Mason Capwell) – Santa Barbara
  - Terry Lester (Jack Abbott) – Febbre d'amore
  - Larkin Malloy (Kyle Sampson) – Sentieri (Guiding Light)
  - A Martinez (Cruz Castillo) – Santa Barbara
  - James Mitchell (Palmer Cortlandt) – La valle dei pini (All My Children)
  - John Reilly (Sean Donely) – General Hospital
  - Clint Ritchie (Clint Buchanan) – Una vita da vivere (One Life to Live)
  - Tristan Rogers (Robert Scorpio) – General Hospital
  - Robert S. Wood (Bo Buchanan) – Una vita da vivere

- 1988
  - Stephen Nichols (Steve Patch Johnson) – Il tempo della nostra vita
  - Eric Braeden (Victor Newman) – Febbre d'amore
  - Larry Bryggman (John Dixon) – Così gira il mondo
  - Lane Davies (Mason Capwell) – Santa Barbara
  - Terry Lester (Jack Abbott) – Febbre d'amore

- 1989
  - Eric Braeden (Victor Newman) – Febbre d'amore
  - Larry Bryggman (John Dixon) – Così gira il mondo
  - Robert Gentry (Ross Chandler) – La valle dei pini
  - Robert Newman (Joshua Lewis) – Sentieri
  - Clint Ritchie (Clint Buchanan) – Una vita da vivere

- 1990
  - A Martinez (Cruz Castillo) – Santa Barbara
  - Grant Aleksander (Phillip Spaulding) – Sentieri
  - Eric Braeden (Victor Newman) – Febbre d'amore
  - Lane Davies (Mason Capwell) – Santa Barbara
  - Benjamin Hendrickson (Hal Munson) – Così gira il mondo

- 1991
  - A Martinez (Cruz Castillo) – Santa Barbara
  - Grant Aleksander (Phillip Spaulding) – Sentieri
  - Eric Braeden (Victor Newman) – Febbre d'amore
  - Larry Bryggman (John Dixon) – Così gira il mondo
  - Scott DeFreitas (Andy Dixon) – Così gira il mondo

- 1992
  - David Canary (Adam Chandler/Stuart Chandler) – La valle dei pini
  - Jordan Clarke (Billy Lewis) – Sentieri
  - Don Hastings (Bob Hughes) – Così gira il mondo
  - Stephen Schnetzer (Cass Winthrop ) – Destini
  - Charles Shaughnessy (Shane Donovan) – Il tempo della nostra vita

- 1993
  - Peter Bergman (Jack Abbott) – Febbre d'amore
  - Joseph Breen (Scott Eldridge) – Così gira il mondo
  - Joseph Breen (Paul Slavinsky) – Quando si ama (Loving)
  - David Canary (Adam Chandler/Stuart Chandler) – La valle dei pini
  - Anthony Geary (Luke Spencer) – General Hospital
  - A Martinez  (Cruz Castillo) – Santa Barbara
  - Jack Wagner  (Warren Lockridge) – Santa Barbara
  - Michael Zaslow (Roger Thorpe) – Sentieri

- 1994
  - Robert Kelker-Kelly (Bo Brady) – Il tempo della nostra vita
  - Peter Bergman (Jack Abbott) – Febbre d'amore
  - Tom Eplin (Jack McKinnon) – Destini
  - Anthony Geary (Luke Spencer) – General Hospital
  - Peter Simon (Ed Bauer) – Sentieri
  - Robert S. Wood (Bo Buchanan) – Una vita da vivere

- 1995
  - Tom Eplin (Jack McKinnon) – Destini
  - Grant Aleksander (Alex McIntyre) – La valle dei pini
  - Peter Simon (Ed Bauer) – Sentieri

- 1996
  - Maurice Benard (Sonny Corinthos) – General Hospital
  - Tom Eplin (Jack McKinnon) – Destini
  - Rick Hearst (Alan-Michael Spaulding) – Sentieri

- 1997
  - Eric Braeden (Victor Newman) – Febbre d'amore
  - Grant Aleksander (Phillip Spaulding) – Sentieri
  - John Callahan (Edmund Grey) – La valle dei pini

- 1998
  - John Callahan (Edmund Grey) – La valle dei pini
  - Tom Eplin (Jack McKinnon) – Destini
  - Kin Shriner (Scott Baldwin) – Port Charles

- 1999
  - Anthony Geary (Luke Spencer) – General Hospital
  - Eric Braeden (Victor Newman) – Febbre d'amore
  - Tom Eplin (Jack McKinnon) – Destini

- 2000
  - Anthony Geary (Luke Spencer) – General Hospital
  - David Canary (Adam Chandler/Stuart Chandler) – La valle dei pini
  - Robert S. Woods (Bo Buchanan) – Una vita da vivere

- 2001
  - Eric Braeden (Victor Newman) – Febbre d'amore
  - David Canary (Adam Chandler/Stuart Chandler) – La valle dei pini
  - Tom Eplin (Jack McKinnon) – Così gira il mondo
  - Roger Howarth (Todd Manning) – Una vita da vivere
  - Kin Shriner (Scott Baldwin) – Port Charles

- 2003
  - Maurice Benard (Sonny Corinthos) – General Hospital
  - Grant Aleksander (Phillip Spaulding) – Sentieri
  - Hunt Block (Craig Montgomery) – Così gira il mondo
  - Roger Howarth (Todd Manning) – Una vita da vivere
  - Thorsten Kaye (Ian Thornhart) – Port Charles

- 2005
  - Maurice Benard (Sonny Corinthos) – General Hospital
  - Grant Aleksander (Phillip Spaulding) – Sentieri
  - Eric Braeden (Victor Newman) – Febbre d'amore
  - Ricky Paull Goldin (Gus Aitoro/Nicholas Augustino Spaulding) – Sentieri
  - Roger Howarth (Paul Ryan) – Così gira il mondo
  - Ben Masters (Julian Crane) – Passions
  - Michael Park (Jack Snyder) – Così gira il mondo

## Miglior attore in una soap opera per il Primetime
- 1984
  - John Forsythe (Blake Carrington) – Dynasty

- 1985
  - Patrick Duffy (Bobby Ewing) – Dallas

- 1986
  - Larry Hagman (J.R. Ewing) – Dallas
  - Alec Baldwin (Joshua Rush ) – California (Knots Landing)
  - Kevin Dobson (Patrick McKenzie) – California
  - John Forsythe (Blake Carrington) – Dynasty
  - Charlton Heston (Jason Colby) – I Colby (The Colbys)
  - David Selby (Richard Channing) – Falcon Crest
  - Ted Shackelford (Gary Ewing) – California

- 1988
  - Kevin Dobson (Patrick McKenzie) – California
  - Patrick Duffy (Bobby Ewing) – Dallas
  - Charlton Heston (Jason Colby) – I Colby
  - David Selby (Richard Channing) – Falcon Crest
  - Doug Sheehan (Ben Gibson) – California

- 1989
  - Kevin Dobson (Patrick McKenzie) – California
  - Steve Kanaly (Ray Krebbs) – Dallas
  - Gordon Thomson (Adam Carrington) – Dynasty

- 1990
  - William Devane (Greg Sumner) – California
  - Patrick Duffy (Bobby Ewing) – Dallas
  - Michael Nader (Dex Dexter) – Dynasty

- 1991
  - William Devane (Greg Sumner) – California
  - Joseph Gian (Tom Ryan) – California
  - Kyle MacLachlan (Dale Cooper) – I segreti di Twin Peaks (Twin Peaks)

- 1992
  - Kevin Dobson (Patrick McKenzie) – California
  - Ben Cross (Barnabas Collins ) – L'ombra della notte (Dark Shadows)
  - Patrick Duffy (Bobby Ewing) – Dallas
  - Kyle MacLachlan (Dale Cooper) – I segreti di Twin Peaks
  - Larry Riley (Frank Williams ) – California